# Sabine Stüber

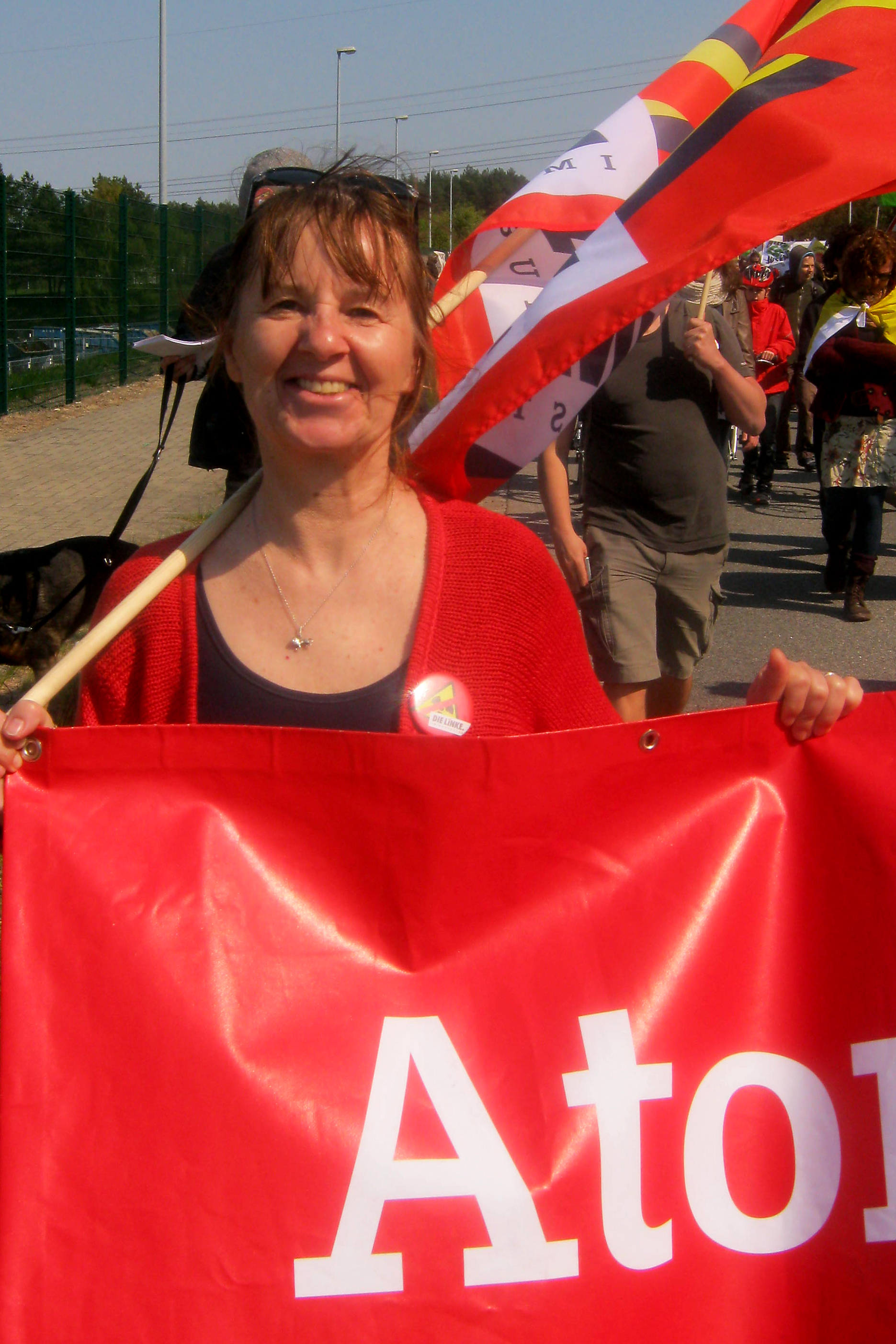
Sabine Stüber (2011)

Sabine Ursula Stüber (* 11. November 1953 in Prenzlau) ist eine deutsche Politikerin der Partei Die Linke. Von 2009 bis 2013 war sie Mitglied des Deutschen Bundestages.

## Biographie
Stüber legte 1972 ihr Abitur an der Arbeiter-und-Bauern-Fakultät in Halle ab. Anschließend studierte sie bis 1977 im sowjetischen Rostow am Don und wurde dort zur Landmaschinenbauingenieurin ausgebildet. Nach dem Studium arbeitete sie im Kombinat Fortschritt, Mitte der 80er Jahre wechselte sie zum Institut für Pflanzenschutzforschung Eberswalde. Von 1992 bis 2005 war sie beim Programm für Gleichstellung von Frauen beschäftigt, das vom Europäischen Sozialfonds gefördert wird. Von 2005 bis 2007 war sie Projektkoordinatorin zur Integration von Langzeitarbeitslosen, zunächst im Barnim und seit Anfang 2009 bei der Ländlichen Arbeitsförderung Prenzlau.

## Partei
Stüber wurde Anfang der 80er-Jahre Mitglied der SED. Seit 2007 ist sie stellvertretende Vorsitzende des Kreisverbands Barnim der Partei Die Linke.

## Öffentliche Ämter
Von 1990 bis 2003 war Stüber Abgeordnete des Kreistags des Landkreises Barnim.  Von 1999 bis 2008 fungierte sie als zweite bzw. erste Sprecherin des Frauenpolitischen Rates des Landes Brandenburg. Seit 2008 ist sie Stadtverordnete in Eberswalde. Zwischen 2008 und 2011 war sie Mitglied des Beirates für Migration und Integration des Landkreises Barnim, wurde aber bei der jüngsten Direktwahl dieses Gremiums abgewählt.
Bei der Bundestagswahl am 27. September 2009 zog sie als Direktkandidatin im Wahlkreis 058 Uckermark – Barnim I in den Deutschen Bundestag ein. Sie erzielte dort 32 % der Erststimmen und setzte sich damit deutlich gegenüber den Mitbewerbern von SPD und CDU durch. 2013 verlor sie jedoch das Direktmandat an Jens Koeppen von der CDU.